# Murgud
Murgud es una ciudad y  municipio situada en el distrito de Kolhapur en el estado de Maharashtra (India). Su población es de 11194 habitantes (2011). 

## Demografía
Según el censo de 2011 la población de Murgud era de 11194 habitantes, de los cuales 5753 eran hombres y 5441 eran mujeres. Murgud tiene una tasa media de alfabetización del 84,73%, superior a la media estatal del 82,34%: la alfabetización masculina es del 90,76%, y la alfabetización femenina del 78,85%.